# European Cyclists’ Federation

Das Logo der ECF

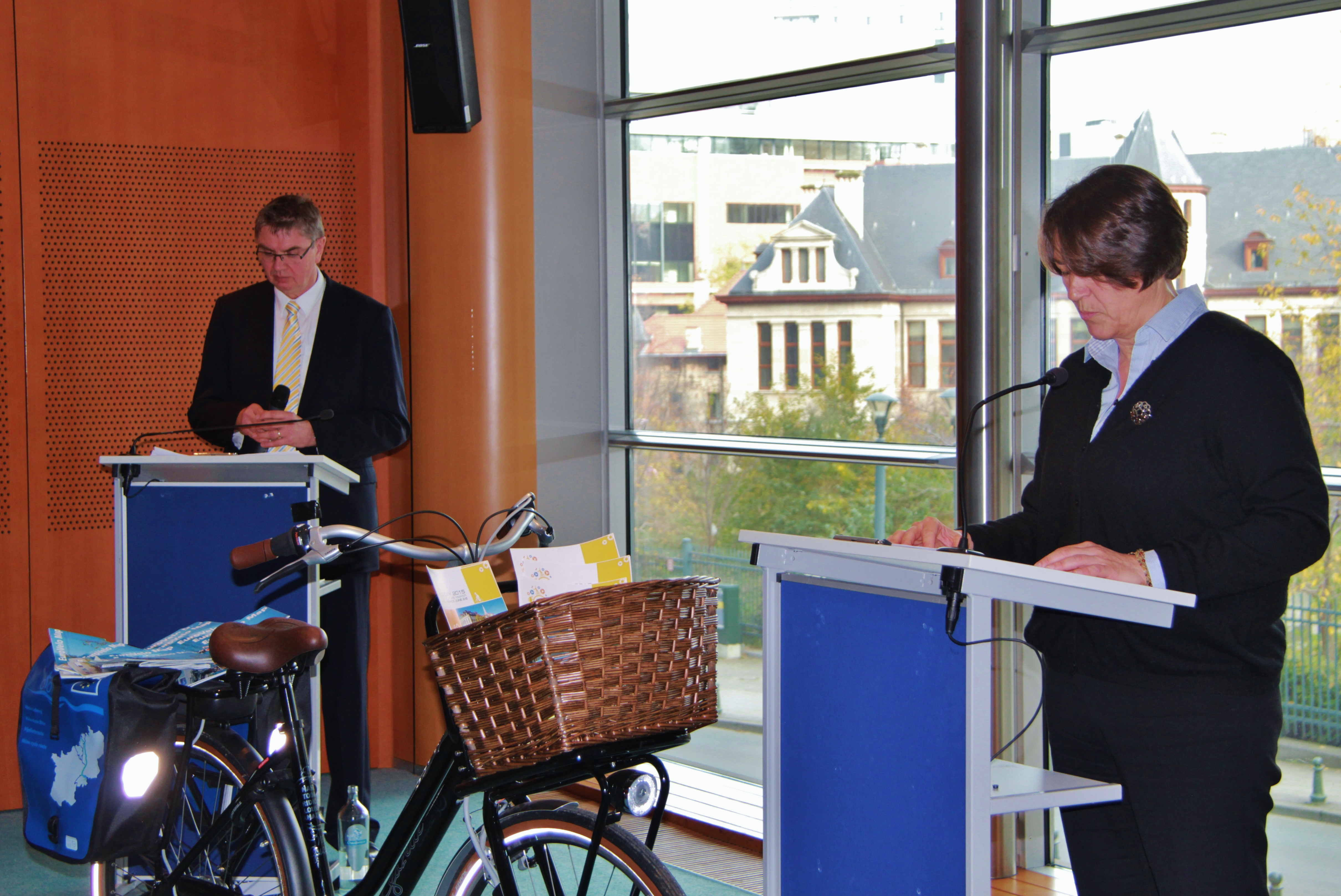

European Cyclists’ Federation (kurz ECF, deutsch Europäischer Radfahrer-Verband) ist der Dachverband europäischer Radverkehrs-Organisationen mit Sitz in Brüssel. Die ECF ist eine Nichtregierungsorganisation unter belgischem Recht und wurde 1983 von zunächst zwölf europäischen Radfahrerorganisationen gegründet.

## Leitbild
Bei der Jahresversammlung in Trondheim beschloss der ECF ein Leitbild für seine Arbeit, in dem es unter anderem heißt: Der Europäische Radfahrer-Verband (ECF) wird alles in seiner Kraft stehende tun, die weitestgehende Verwendung des Fahrrads mit dem Ziel der nachhaltigen Mobilität und des Wohlergehens der Bevölkerung zu fördern. Zur Erreichung dieses Ziels bemüht sich der Verband, Haltung, Politik und Zuteilung von Haushaltsmitteln auf europäischer Ebene zu ändern.

## Organisation
Dem Verband gehören derzeit 56 Organisationen aus 38 Ländern an. Aus dem deutschsprachigen Raum sind das der deutsche ADFC, der HPV Deutschland e. V., das österreichische ARGUS-Fahrradbüro und die Interessengemeinschaft Fahrrad (nunmehr zusammen als Radlobby Österreich), der Verkehrsclub der Schweiz sowie die Pro Velo Schweiz. Daneben partizipiert eine Unterstützungsorganisation aus Japan sowie 15 so genannte assoziierte Mitglieder, unter anderen aus den USA, Kanada und Australien.
Die jährlich einmal an verschiedenen Orten stattfindende Mitgliederversammlung als höchstes Organ des ECF wählt das Management Committee, den Vorstand des Verbands. Seit April 2021 ist der Niederländer Henk Swarttouw Präsident der ECF.

## Ziele und Aktivitäten
Zweck ist es, die Aktivitäten der Mitgliedsorganisationen auf lokaler, regionaler und nationaler Ebene im europäischen Rahmen zu vernetzen. Dazu sieht er seine Aufgabe darin, ein günstiges Klima für den Fahrradverkehr in der Verkehrs-, Umwelt- und Tourismuspolitik zu schaffen. Dies soll durch ein dichtes Netzwerk zwischen den Fahrradgruppen und Politik, Industrie, Medien, Planern, Bahngesellschaften und dem Tourismus erreicht werden. Besonders erwähnt werden dazu die Kontakte zum EU-Parlament, der EU-Kommission, zur Europäischen Verkehrsministerkonferenz sowie zur UN-Wirtschaftskommission für Europa.
Zudem bietet die Organisation Unterstützung bei der Verkehrswegeplanung, der Schaffung von Fahrradeinrichtungen wie Abstellanlagen oder Parkhäusern sowie der Entwicklung der Intermodalität (der effektiven Nutzung verschiedener Verkehrsmittel) an. Eine wichtige Aktivität des ECF besteht in der Entwicklung und Förderung eines europäischen Fahrradrouten-Netzes EuroVelo. Zudem organisiert der ECF jährlich eine Velo-city-Konferenz – bisweilen auch an zwei Orten, wie 1999 in Graz und dem 70 km entfernten Maribor.